# Akanyaru
Der Akanyaru oder auch Kanyaru ist ein Zufluss des Nyabarongo, der in Ruanda und an der Grenze zu Burundi verläuft.

## Verlauf
Das Quellgebiet des Akanyaru liegt im Distrikt Nyamagabe in der Südprovinz von Ruanda am Rand des hochgelegenen Nyungwe-Waldes, welcher als Nationalpark ausgewiesen ist. Dort befindet sich die Hauptwasserscheide Afrikas. Der Fluss verläuft zunächst Richtung Südosten durch den Distrikt Nyaruguru bis zur burundischen Grenze. Dort am Zusammenfluss mit dem Muremure verläuft der Akanyaru entlang der Grenze zwischen Burundi und Ruanda nach Osten, wo von links der Kigaga in ihn mündet. Der Akanyaru verläuft an der Grenze des Distrikts Gisagara noch ein Stück weiter gen Osten und anschließend weiterhin die Grenze zu Burundi bildend Richtung Norden. Noch weiter im Norden verläuft der Fluss nur noch innerhalb Ruandas genau zwischen der Süd- und Ostprovinz. Angrenzende Distrikte sind im Westen Nyanza und Kamonyi sowie im Osten Bugesera. Der Akanyaru mündet schließlich an der Grenze zur Hauptstadtprovinz in den Nyabarongo, einem der längsten Quellflüsse des Nils.

## Einzugsgebiet
Der Akanyaru hat ein Einzugsgebiet von 5328 km². Davon befinden sich 3402 km² innerhalb Ruandas und 1926 km² in Burundi. Nach der Volkszählung von 2012 leben etwa 1.490.000 Menschen im Einzugsgebiet, beruhend auf den Einwohnerzahlen der einzelnen Verwaltungssektoren. Davon leben rund 309.000 in städtischer und 1.181.000 in ländlicher Umgebung. Bis 2040 wird mit etwa einer Verdopplung der Einwohnerzahl gerechnet. Die größten Städte im Einzugsgebiet sind Butare, Ruhango, Muhanga (bzw. Gitarama) und Ruhuha.
Das Einzugsgebiet wird hauptsächlich von Granit- und Pegmatitschichten dominiert und beidseitig des Unterlaufs erstreckt sich eine Schieferlagerstätte. Darüber hinaus gibt es im Einzugsgebiet insbesondere im Westen kleinere Gebiete mit Basalt- oder Quarzschichten.

## Hydrometrie
Die Niederschlagsmenge im Einzugsgebiet liegt bei durchschnittlich 1225 mm pro Jahr, was für den innerhalb Ruandas liegenden Teil des Einzugsgebiets einer Menge von 4167 hm³ pro Jahr entspricht.
Die durchschnittliche monatliche Durchströmung des Akanyaru gemessen am Pegel Ngozi-Butare über die Jahre 1971–1988 in m³/s (Werte aus Diagramm abgelesen).

## Flora und Fauna
BirdLife International klassifiziert einen langen Flussabschnitt des Akanyaru vor der Mündung in den Nyabarongo als Important Bird Area, d. h. als potentielles Vogelschutzgebiet. Das entsprechende Sumpfgebiet hat eine Fläche von 30.000 Hektar. Die Vegetation besteht aus einer Vielzahl von Pflanzenarten, darunter Zyperngräser, Leersia hexandra, Oryza barthii und Schwimmpflanzen wie der Wassersalat. Die Tierwelt umfasst unter anderem Sitatunga, auch Sumpfböcke genannt. Vorkommende Vogelarten sind unter anderem der als potentiell gefährdet eingestufte Papyruswürger, der gefährdete Papyrusspötter, der Papyruszistensänger (Cisticola carruthersi), der Riedweber, der Halsbandastrild, der Papyrusgirlitz (Crithagra koliensis), der Bindenbuschsänger (Bradypterus carpalis), der Schmucknektarvogel (Cinnyris erythrocercus) und der Schwarzzügel-Drosselhäherling (Turdoides sharpei).